# Simochromis babaulti
Simochromis babaulti és una espècie de peix de la família dels cíclids i de l'ordre dels perciformes.

## Morfologia
- Els mascles poden assolir 11 cm de longitud total.[1][2]

## Hàbitat
És una espècie de clima tropical entre 24 °C-26 °C de temperatura.

## Distribució geogràfica
Es troba a Àfrica: llac Tanganyika.

## Costums
És de costums solitaris.